# Campeonato de Fórmula 4 dos Estados Unidos de 2022
A temporada do Campeonato dos Estados Unidos de Fórmula 4 de 2022 foi a sétima temporada do Campeonato dos Estados Unidos de Fórmula 4, uma série de automobilismo regulamentada de acordo com a Fórmula 4 da FIA e sancionada pela SCCA Pro Racing. O campeão foi o australiano Lochie Hughes.

## Pilotos e equipes
| Equipe                        | No.               | Piloto              | Rodadas |
| ----------------------------- | ----------------- | ------------------- | ------- |
| Jensen Global Advisors        | 1                 | Maximillian Parker  | 1       |
| Jensen Global Advisors        | 2                 | Oliver Westling     | 1-4     |
| Jay Howard Driver Development |                   |                     |         |
| 3                             | Michael Boyiadzis | 3-6                 |         |
| 4                             | Seth Brown        | Todas               |         |
| 5                             | Jack Zheng        | 1                   |         |
| 5                             | Earl Tucker       | 4, 6                |         |
| 6                             | Lochie Hughes     | Todas               |         |
| 7                             | Joe Ostholthoff   | 1-2                 |         |
| 7                             | Albert Morey IV   | 3-6                 |         |
| 98                            | Louka St-Jean     | 1-2, 4-5            |         |
| Future Star Racing            | 8                 | David Burketh       | 1-2     |
| Future Star Racing            | 8                 | Andre Castro        | 3, 5-6  |
| Future Star Racing            | 88                | Maite Caceres       | 6       |
| Gonella Racing                | 9                 | Carl Bennett        | Todas   |
| Gonella Racing                | 17                | Tyke Durst          | Todas   |
| Gonella Racing                | 22                | Arturo Flores       | 1-4, 6  |
| Cará Origin Motorsports       | 10                | Daniel Cará         | 5-6     |
| Crosslink/Kiwi Motorsport     | 11                | Cole Kleck          | 6       |
| Crosslink/Kiwi Motorsport     | 30                | Lewis Hodgson       | 1       |
| Crosslink/Kiwi Motorsport     | 31                | Titus Sherlock      | 6       |
| Crosslink/Kiwi Motorsport     | 39                | Bryson Morris       | Todas   |
| Crosslink/Kiwi Motorsport     | 55                | Lucas Fecury        | Todas   |
| Crosslink/Kiwi Motorsport     | 66                | Ryan Shehan         | Todas   |
| Crosslink/Kiwi Motorsport     | 76                | Gabriel Fonseca     | Todas   |
| Crosslink/Kiwi Motorsport     | 09                | Madison Aust        | Todas   |
| Velocity Racing Development   | 12                | Ethan Barker        | 6       |
| Velocity Racing Development   | 24                | Nicholas Rivers     | 1-2     |
| Velocity Racing Development   | 24                | Jacob Loomis        | 6       |
| Velocity Racing Development   | 45                | Matthew Christensen | 1-5     |
| Velocity Racing Development   | 65                | Noah Ping           | Todas   |
| Barker Racing                 | 12                | Ethan Barker        | 2-3, 5  |
| DEForce Racing                | 16                | Brady Golan         | 6       |
| DEForce Racing                | 18                | Maxwell Jamieson    | 6       |
| DEForce Racing                | 19                | Kory Enders         | 6       |
| Doran-Kroll Competition       | 19                | Jack Zheng          | 4       |
| Doran-Kroll Competition       | 08                | Alexander Berg      | Todas   |
| International Motorsport      | 21                | Maite Cáceres       | 1-3     |
| International Motorsport      | 32                | Giorgio Camara      | 3       |
| International Motorsport      | 53                | Alan Isambard       | 1-3     |
| IGY6 Motorsports              | 25                | Jacob Bolen         | 3, 5-6  |

## Calendário
O calendário de 2022 foi anunciado em 23 de setembro de 2021. A série planejava realizar um teste de pré-temporada na Road Atlanta em março, mas foi transferido para o NOLA Motorsports Park. Cada rodada tem três corridas.
| Etapa | Etapa | Circuito                               | Data          | Pole Position       | Volta mais rápida   | Piloto vencedor               | Equipe vencedora              | Suporte                                                                   |
| ----- | ----- | -------------------------------------- | ------------- | ------------------- | ------------------- | ----------------------------- | ----------------------------- | ------------------------------------------------------------------------- |
| 1     | R1    | NOLA Motorsports Park, Avondale        | 9 de abril    | Matthew Christensen | Noah Ping           | Lochie Hughes                 | Jay Howard Driver Development | Campeonato de Fórmula Regional das Américas de 2022' SVRA                 |
| 1     | R2    | NOLA Motorsports Park, Avondale        | 10 de abril   |                     | Bryson Morris       | Bryson Morris                 | Crosslink/Kiwi Motorsport     | Campeonato de Fórmula Regional das Américas de 2022' SVRA                 |
| 1     | R3    | NOLA Motorsports Park, Avondale        | 10 de abril   | Nicholas Rivers     | Nicholas Rivers     | Velocity Racing Development   |                               | Campeonato de Fórmula Regional das Américas de 2022' SVRA                 |
| 2     | R1    | Road America, Elkhart Lake             | 21 de maio    | Lochie Hughes       | Matthew Christensen | Matthew Christensen           | Velocity Racing Development   | Campeonato de Fórmula Regional das Américas de 2022' SVRA                 |
| 2     | R2    | Road America, Elkhart Lake             | 22 de maio    |                     | Noah Ping           | Matthew Christensen           | Velocity Racing Development   | Campeonato de Fórmula Regional das Américas de 2022' SVRA                 |
| 2     | R3    | Road America, Elkhart Lake             | 22 de maio    | Matthew Christensen | Noah Ping           | Velocity Racing Development   |                               | Campeonato de Fórmula Regional das Américas de 2022' SVRA                 |
| 3     | R1    | Mid-Ohio Sports Car Course, Lexington  | 25 de junho   | Andre Castro        | Alexander Berg      | Bryson Morris                 | Crosslink/Kiwi Motorsport     | Campeonato de Fórmula Regional das Américas de 2022' SVRA Trans-Am Series |
| 3     | R2    | Mid-Ohio Sports Car Course, Lexington  | 26 de junho   |                     | Lochie Hughes       | Lochie Hughes                 | Jay Howard Driver Development | Campeonato de Fórmula Regional das Américas de 2022' SVRA Trans-Am Series |
| 3     | R3    | Mid-Ohio Sports Car Course, Lexington  | 26 de junho   | Lochie Hughes       | Noah Ping           | Velocity Racing Development   |                               | Campeonato de Fórmula Regional das Américas de 2022' SVRA Trans-Am Series |
| 4     | R1    | New Jersey Motorsports Park, Millville | 30 de julho   | Lochie Hughes       | Lochie Hughes       | Ryan Shehan                   | Crosslink/Kiwi Motorsport     | Campeonato de Fórmula Regional das Américas de 2022' SVRA                 |
| 4     | R2    | New Jersey Motorsports Park, Millville | 31 de julho   |                     | Lochie Hughes       | Lochie Hughes                 | Jay Howard Driver Development | Campeonato de Fórmula Regional das Américas de 2022' SVRA                 |
| 4     | R3    | New Jersey Motorsports Park, Millville | 31 de julho   | Seth Brown          | Lochie Hughes       | Jay Howard Driver Development |                               | Campeonato de Fórmula Regional das Américas de 2022' SVRA                 |
| 5     | R1    | Virginia International Raceway, Alton  | 8 de outubro  | Bryson Morris       | Ryan Shehan         | Ryan Shehan                   | Crosslink/Kiwi Motorsport     | Campeonato de Fórmula Regional das Américas de 2022' SVRA Trans-Am Series |
| 5     | R2    | Virginia International Raceway, Alton  | 8 de outubro  |                     | Gabriel Fonseca     | Bryson Morris                 | Crosslink/Kiwi Motorsport     | Campeonato de Fórmula Regional das Américas de 2022' SVRA Trans-Am Series |
| 5     | R3    | Virginia International Raceway, Alton  | 9 de outubro  | Noah Ping           | Noah Ping           | Velocity Racing Development   |                               | Campeonato de Fórmula Regional das Américas de 2022' SVRA Trans-Am Series |
| 6     | R1    | Circuito das Américas, Austin          | 3 de novembro | Jacob Loomis        | Noah Ping           | Noah Ping                     | Velocity Racing Development   | Campeonato de Fórmula Regional das Américas de 2022' SVRA Trans-Am Series |
| 6     | R2    | Circuito das Américas, Austin          | 3 de novembro |                     | Lochie Hughes       | Lochie Hughes                 | Jay Howard Driver Development | Campeonato de Fórmula Regional das Américas de 2022' SVRA Trans-Am Series |
| 6     | R3    | Circuito das Américas, Austin          | 4 de novembro | Jacob Loomis        | Lochie Hughes       | Jay Howard Driver Development |                               | Campeonato de Fórmula Regional das Américas de 2022' SVRA Trans-Am Series |

## Tabela do campeonato
Os pontos são distribuídos desta maneira:
| Posição | 1º | 2º | 3º | 4º | 5º | 6º | 7º | 8º | 9º | 10º |
| Pontos  | 25 | 18 | 15 | 12 | 10 | 8  | 6  | 4  | 2  | 1   |